# Abdulrahman Al-Mushaifri
Abdulrahman Al-Mushaifri (en árabe: عبد الرحمن المشيفري‎; Rustaq, Omán; 16 de agosto de 1998) es un futbolista omaní que juega en las posiciones de delantero y extremo con el SK Artis Brno de la Druha liga desde 2025.

## Carrera

### Club
| Periodo   | Club             |
| --------- | ---------------- |
| 2017-2018 | Al-Mussanah Club |
| 2018-2020 | Al-Shabab SC     |
| 2020-2022 | Al-Mussanah Club |
| 2022-2023 | Al-Suwaiq Club   |
| 2023-2025 | Al-Seeb Club     |
| 2025-     | SK Artis Brno    |

### Selección nacional
Al-Mushaifri fue convocado para jugar en la Copa Asiática 2023. Anotó su primer gol internacional el 17 de junio de 2023 en la victoria por 2-0 sobre Turkmenistán en Biskek por la Copa de Naciones CAFA 2023.
El 6 de junio de 2024 Al-Mushaifri anotó un hat trick en la victoria de Omán por 3–0 ante China Taipéi en Taipéi por la clasificación de AFC para la Copa Mundial de Fútbol de 2026. Anotó dos goles el 10 de octubre de 2024 en la victoria por 4–0 sobre Kuwait.

## Palmarés
- Liga Profesional de Omán (2): 2023-24, 2024-25
- Copa de la Liga de Omán (3): 2023, 2024, 2025
- Supercopa de Omán (1): 2023